# Pierre Toussaint
Pour les articles homonymes, voir Toussaint (homonymie).
Pierre Toussaint (1766-30 juin 1853) était un coiffeur haïtien-américain, philanthrope et ancien esclave né à Saint-Domingue (actuellement Haïti), arrivé à New York avec ses propriétaires en 1787. Libéré de son statut en 1807 après la mort de sa maîtresse, Pierre alors prit le patronyme de « Toussaint » en l'honneur du héros de la Révolution haïtienne Toussaint Louverture.
Il est par la suite déclaré vénérable par le pape Jean-Paul II en 1996.

## Biographie
Il s'installe à New York en 1787 et apprend le métier de coiffeur. En quelques années, il devient le coiffeur le plus réputé de New York. Il a, lors de son travail, la réputation de parler beaucoup de Dieu à ses clients. 
Il est affranchi en 1807 et épouse une esclave, Juliette Noël, dont il achète la liberté alors qu'elle n'a que 15 ans. Il achète aussi celle de sa sœur, Rosalie, avec l'argent que lui procure sa réussite professionnelle.
Pierre Toussaint est un fervent catholique vouant sa vie aux pauvres et aux anciens esclaves, 
notamment à travers la construction d'un des premiers orphelinats new-yorkais et d'une école catholique pour les enfants noirs. Il investit aussi une partie de son argent dans la fondation d'une nouvelle église, la Old St. Patrick's Cathedral sur Mulberry Street.
Il est élevé au statut de vénérable par le pape Jean-Paul II en 1996.